# Adonisea scissa
Adonisea scissa là một loài bướm đêm trong họ Noctuidae.